# Маджид ибн Саид
Сеи́д Маджи́д ибн Саи́д аль-Бусаи́д (араб. ماجد بن سعيد البوسعيد‎; 1834 — 7 октября 1870) — первый султан Занзибара в 1856-1870 годах.

## Биография
Маджид ибн Саид — один из сыновей оманского султана Саида ибн Султана — был одним из основных претендентов на престол Оманской империи. После смерти Саида ибн Султана в 1856 году между его потомками началась ожесточенная борьба за власть. В этом же году Маджид стал хамисом (наместником султана Омана) в Занзибаре. Итогом борьбы за власть стало отделение Занзибара от Омана и превращение его в отдельное государство, состоявшееся по предложению вице-короля Индии. Тувайни ибн Саид — старший брат Маджида ибн Саида — остался править в Омане, а Маджид ибн Саид стал первым султаном Занзибара.
В 1859 году брат Маджида ибн Саида, его будущий преемник Баргаш ибн Саид, предпринял попытку государственного переворота с целью свержения брата. Переворот не удался, и Баргаш был сослан в Бомбей на два года.
Единственным ребенком султана была дочь Саида бин Маджид. Она вышла замуж за своего двоюродного брата Хамуда ибн Мухаммада ибн Саида, впоследствии ставшего седьмым султаном Занзибара.
В период правления Маджида ибн Саида на Занзибаре, как и в остальной Восточной Африке, процветала работорговля, поощряемая государством. И, несмотря на то, что султан Баргаш ибн Саид в 1870 году официально запретил рабство на Занзибаре, это явление не прекращалось в государстве вплоть до его присоединения к Британской колониальной империи в 1896 году.